# Ching W. Tang

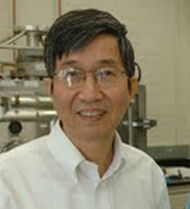
Ching W. Tang

Ching Wan Tang (chinesisch 鄧青雲 / 邓青云, Pinyin Dèng Qīngyún, Jyutping Dang6 Cing1wan4, * 23. Juli 1947 in Yuen Long, Hongkong) ist ein chinesisch-US-amerikanischer Chemiker.
Tang studierte an der University of British Columbia (Bachelor-Abschluss 1970) und wurde 1975 an der Cornell University in Physikalischer Chemie promoviert. Ab 1975 war er Forscher bei Eastman Kodak, ab 1981 als Senior Research Scientist, ab 1990 als Research Associate und ab 1998 als Senior Research Associate. 2003 wurde er Distinguished Fellow der Kodak-Forschungslaboratorien. Ab 2006 ist er Doris Johns Cherry Professor of Chemical Engineering an der University of Rochester.
Tang ist bekannt als Erfinder der organischen Leuchtdiode (OLED) 1987 mit Steven Van Slyke und anderer optoelektronischer Bauteile (wie der organischen Solarzelle, der organischen photovoltaischen Zelle, OPVC). Er beförderte mit verschiedenen Erfindungen auch die Flachbildschirm-Technologie (unter anderem mit OLEDs).
2001 erhielt er den Jan-Rachjmann-Preis und den Carrothers Award der American Chemical Society, 2005 den Humboldt-Forschungspreis, 2007 den Daniel Noble Award des IEEE sowie 2011 den Wolf-Preis in Chemie. 2013 wurde Tang mit dem Preis der Eduard-Rhein-Stiftung ausgezeichnet. Für 2017 wurde ihm die IEEE Jun-ichi Nishizawa Medal zugesprochen. 2019 erhielt er den Kyoto-Preis im Bereich Materialwissenschaften.
1998 wurde er Fellow der American Physical Society. Er ist Mitglied der National Academy of Engineering (2006). Er hat eine Ehrenprofessur an der Shanghai University (deren Ehrendoktor er ist), an der Soochow-Universität und an der South China University of Technology.
Tang wurde des Weiteren im September 2013 IAS Bank of East Asia Professor des HKUST Jockey Club Instituts for Advanced Study der Hong Kong University of Science and Technology.
Seit 2014 zählt ihn Thomson Reuters aufgrund der Zahl seiner Zitierungen zu den Favoriten auf einen Nobelpreis (Thomson Reuters Citation Laureates). 2013 wurde er mit Van Slyke in die Consumer Electronics Hall of Fame aufgenommen, 2018 in die National Inventors Hall of Fame.